# Кубок Угорщини з футболу 1932—1933
Кубок Угорщини з футболу 1932–1933 — 15-й розіграш турніру. Фінальний матч запам’ятався безпрецедентним як для такої стадії розгромом командою «Ференцварош» команди «Уйпешт» з рахунком 11:1. 

## Чвертьфінали
| Переможці     | Рахунок | Переможені |
| ------------- | ------- | ---------- |
| «Ференцварош» | 3:1     | «Бочкаї»   |
| «Сегед»       | 3:1     | «Вашаш»    |
| «Уйпешт»      | 7:4     | «Керюлеті» |
| «Шомодь»      | 4:3     | «Шорошкар» |

## Півфінали
| Переможці     | Рахунок | Переможені |
| ------------- | ------- | ---------- |
| «Ференцварош» | 3:2     | «Сегед»    |
| «Уйпешт»      | 8:1     | «Шомодь»   |

## Фінал
| 25 травня 1933 |

| «Ференцварош»                                                                    | 11 — 1 | «Уйпешт» |
| -------------------------------------------------------------------------------- | ------ | -------- |
| Танкош 6', 50' Шароші 13', 21', 35' Такач 15', ?', 72', 83' Тольді 70' Кохут 74' |        | Сабо 78' |

| Немзеті Спорт, Будапешт Глядачів: 10000 |

| «Ференцварош» |               |
|               |               |
| ВР            | Йожеф Хада    |
| ЗХ            | Лайош Кораньї |
| ЗХ            | Лайош Папп    |
| ПЗ            | Анталь Ліка   |
| ПЗ            | Йожеф Турай   |
| ПЗ            | Дьюла Лазар   |
| НП            | Міхай Танкош  |
| НП            | Йожеф Такач   |
| НП            | Дьордь Шароші |
| НП            | Геза Тольді   |
| НП            | Вільмош Кохут |
| Тренер:       |               |
| Золтан Блум   |               |

| «Уйпешт»   |                 |
|            |                 |
| ВР         | Янош Акнаї      |
| ЗХ         | Ласло Штернберг |
| ЗХ         | Дьюла Футо      |
| ПЗ         | Анталь Салаї    |
| ПЗ         | Дьордь Сюч      |
| ПЗ         | Міклош Шарош    |
| НП         | Йожеф Шаш       |
| НП         | Іштван Авар     |
| НП         | Габор Сабо      |
| НП         | Габор Кішш      |
| НП         | Карой Дері      |
| Тренер:    |                 |
| Іштван Тот |                 |